# Cyprien (film)
Pour les articles homonymes, voir Cyprien.
Pour plus de détails, voir Fiche technique et Distribution.
Cyprien est un film français réalisé par David Charhon, sorti en 2009.

## Synopsis
Cyprien est un homme de 35 ans féru de haute technologie (ou geek) très timide. Au travail, il est considéré par certains de ses collègues comme un perdant, et est leur souffre-douleur. Mais tout va changer lorsque Cyprien reçoit son nouveau déodorant : celui-ci lui permet de devenir Jack Price, beau gosse et grand séducteur, quand il le souhaite.

## Fiche technique
- Titre : Cyprien
- Réalisation : David Charhon
- Scénario : Élie Semoun, David Charhon, Benjamin Guedj, Romain Levy (d'après un personnage de Les Petites Annonces d'Élie)
- Production : Arthur, Maxime Japy
- Musique : Jean-Benoît Dunckel
- Budget : 7 630 834 €[1]
- Pays d'origine :  France
- Dates de sortie :
  -  France,  Belgique et  Suisse : 25 février 2009 et le 25 août 2009 en DVD

## Distribution
- Élie Semoun : Cyprien / Jack Price
- Léa Drucker : Helena
- Laurent Stocker : Stanislas
- Catherine Deneuve : Vivianne
- Vincent Desagnat : Kiki
- Mouloud Achour : Juju
- Élisa Tovati : Aurore Diamentis
- Jean-Michel Lahmi : Godzilla
- Serge Larivière : Casper Goudoni
- Elise Otzenberger : Emmanuelle
- Julie de Bona : Amandine
- Cécile Breccia : Gina McQueen
- Odile Vuillemin : Sidonie
- Maxime Motte : Maxime
- Stéphane Custers : Erwan
- Éric Haldezos : danseur sur glace

## Personnages principaux
- Cyprien : Cyprien, le héros du film, est le souffre-douleur de ses collègues. Il s'est infiltré dans la base de données du Pentagone à la suite d'un pari. Il a aussi corrigé le bug de l'an 2000 sans que personne s'en aperçoive.
- Kiki : Kiki est entré dans le livre Guinness des records pour avoir visionné la trilogie Matrix durant 102 heures, 27 minutes et 34 secondes.
- Juju : Juju a battu Jean-Claude Van Damme sur Street Fighter au Worldwide Championship en novembre 2003.
- Godzilla : Il est champion du monde de Pac-Man au  Pac-Man Championship Edition de 1981 à 1996. Il possède le cybercafé Godzilla et est le premier homme à avoir eu Pac-Man en France.

## Bande originale
- Jermaine Jackson-When the Rain Begins to Fall
- Kim Carnes- Bette Davis Eyes

## Autour du film
- L'intrigue du film et le personnage principal sont très similaires au film Docteur Jerry et Mister Love de Jerry Lewis.

## Réception
Avec seulement 697 000 entrées, Cyprien arrive à la 69e place du box-office français en 2009.
Le film a été nommé 6 fois aux Gérard du cinéma 2009 et reçu le Gérard du Plus mauvais film : le réalisateur David Charhon était la seule personne présente lors de cette cérémonie pour recevoir cette « récompense » en mains propres. Catherine Deneuve quant à elle gagna le Gérard du désespoir féminin pour sa prestation. Le film est considéré comme une insulte envers les "geeks" et comme l'un des plus mauvais films du cinéma français de ces dix dernières années. Produit par l'animateur de télévision Arthur, ce film a été très mal reçu par le public. Arthur lui-même a été victime d'insultes et de brimades, notamment sur les réseaux sociaux tels que Twitter[réf. nécessaire].